# Longny-au-Perche
Longny-au-Perche település Franciaországban, Orne megyében. Lakosainak száma 1393 fő (2018. január 1.). Longny-au-Perche Monceaux-au-Perche és Le Mage községekkel határos.

## Népesség
A település népességének változása:
| Lakosok száma | 1475 | 1527 | 1549 | 1575 | 1590 | 1628 | 1445 | 3078 | 1392 | 1393 |
|               | 1962 | 1968 | 1975 | 1990 | 1999 | 2008 | 2013 | 2016 | 2017 | 2018 |